# Dichaetomyia norrisi
Dichaetomyia norrisi är en tvåvingeart som beskrevs av Adrian C. Pont 1967. Dichaetomyia norrisi ingår i släktet Dichaetomyia och familjen husflugor. Inga underarter finns listade i Catalogue of Life.